# Єлизавета Магдалена Гессен-Дармштадтська
Єлизавета Магдалена Гессен-Дармштадтська (нім. Elisabeth Magdalena von Hessen-Darmstadt, 23 квітня 1600 — 9 червня 1624) — німецька аристократка XVII століття, донька ландграфа Гессен-Дармштадту Людвіга V та бранденбурзької принцеси Магдалени, дружина герцога Вюртемберг-Монбельяру Людвіга Фрідріха.

## Біографія
Народилась 23 квітня 1600 року у Дармштадті. Стала первістком в родині ландграфа Гессен-Дармштадту Людвіга V та його дружини Магдалени Бранденбурзької, з'явившись на світ на другий рік їхнього подружнього життя. Згодом сімейство поповнилося одинадцятьма молодшими дітьми, з яких восьмеро досягли дорослого віку.

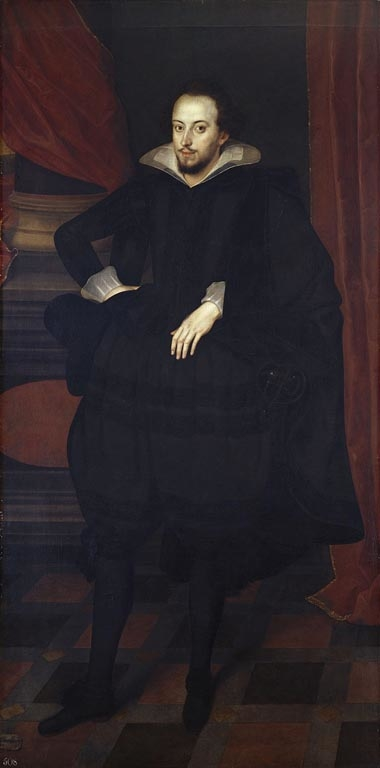
Портрет Людвіга Фрідріха

Втратила матір у 16 років. Батько більше не одружувався. Важко переживаючи смерть дружини, він видав заміж двох старших доньок і вирушив у паломництво на Святу Землю.
Весілля 17-річної Єлизавети Магдалени відбулося 13 липня 1617 року у Штутгарті. Її нареченим став 31-річний герцог Вюртемберг-Монбельяру  Людвіг Фрідріх. Оселилися молодята у Монбельярському палаці. Подружнє життя виявилося щасливим. У них народилося троє дітей.
Єлизавета Магдалена померла невдовзі після народження молодшого сина, 9 червня 1624 року. Її поховали у церкві святого Мамбьофу у Монбельярі.
Менш ніж за рік Людвіг Фрідріх узяв другий шлюб із Анною Елеонорою Нассау-Вайльбурзькою.

## Родина
Чоловік — Людвіг Фрідріх, герцог Вюртемберг-Монбельярський
Діти:
- Крістоф (1620—1621) прожив 1 тиждень;
- Генрієтта Луїза (1623—1650) — дружина маркграфа Бранденбург-Ансбаху Альбрехта II, мала трьох доньок;
- Леопольд Фрідріх (1624—1662) — наступний герцог Вюртемберг-Монбельяру у 1631—1662 роках, був одружений із вюртемберзькою принцесою Сибіллою, дітей не мав.